# Reichsrat (Austria)
El Consejo Imperial (en alemán: Reichsrat; en checo: Říšská rada; en polaco: Rada Państwa; en italiano: Consiglio Imperiale; en esloveno: Državni zbor) fue la legislatura del Imperio austríaco desde 1861, y desde 1867 la legislatura de Cisleitania dentro de Austria-Hungría. Era un cuerpo bicameral: la cámara alta era la Cámara de los Señores (en alemán: Herrenhaus), y la cámara baja era la Cámara de Diputados (en alemán: Abgeordnetenhaus). Para convertirse en ley, los proyectos de ley debían ser aprobados por ambas cámaras, firmados por el ministro del gobierno responsable, y luego el emperador debía otorgar su consentimiento real. Después de haberse aprobado, las leyes se publicaron en el Reichsgesetzblatt (lit. Gaceta de ley del Reich). Además del Consejo Imperial, las quince tierras individuales de la corona de Cisleitania tenían sus propias dietas (en alemán: Landtage) 
La sede del Consejo Imperial del 4 de diciembre de 1883 estaba en el edificio del Parlamento en la Ringstraße en Viena. Antes de la finalización de este edificio, la Cámara de los Señores se reunió en la Casa de Estados de la Baja Austria, y la Cámara de Diputados se reunió en un edificio temporal de madera diseñado por Ferdinand Fellner en Währinger Straße. El Consejo Imperial se disolvió el 12 de noviembre de 1918, tras la derrota de Austria-Hungría en la Primera Guerra Mundial.

## Establecimiento
En el curso de las revoluciones de 1848, representantes de las tierras de la corona del Imperio austríaco incorporadas en la Confederación Germánica reunieron en una "Dieta Imperial" en Viena. La convención fue inaugurada por el archiduque Juan el 22 de julio de 1848 y después del levantamiento de Viena de octubre se trasladó a Kroměříž (en alemán: Kremsier) en Moravia. No solo abolió los últimos restos de servidumbre en las tierras austriacas, sino que también se comprometió a redactar una constitución que reflejaría el carácter del Imperio de un estado multinacional, especialmente en vista del movimiento austroeslavo dirigido por el político checo František Palacký. 
Sin embargo, el 4 de marzo de 1849, el ministro presidente Felix zu Schwarzenberg tomó la iniciativa e impuso la Constitución de marzo, que prometía la igualdad de todo el pueblo austriaco y también preveía una "Dieta Imperial" bicameral. Sin embargo, fue solo un paso al margen, ya que Schwarzenberg tres días después disolvió por la fuerza el Parlamento de Kremsier y finalmente anuló la constitución con la Patente de Nochevieja (Silvesterpatent) de 1851. El emperador Francisco José gobernó con poder absoluto. En lugar de la Dieta Imperial, instaló un "Consejo Imperial" (en alemán: Reichsrat), cuyos miembros fueron nombrados bajo su autoridad. 
En la década de 1850, el malestar fiscal crónico se agudizó. La naturaleza grave de la situación se reveló al Emperador después de la segunda guerra de Independencia italiana y la sangrienta derrota de las fuerzas austriacas en la Batalla de Solferino de 1859. Para calmar el frente interno y obtener el apoyo de la burguesía adinerada, Francisco José emitió el Diploma de octubre en 1860. Se suponía que una "Dieta Imperial", que todavía se consideraba un cuerpo conciliatorio, tenía 100 delegados elegidos por dietas provinciales que se establecerían para cada tierra de la corona austríaca. Sin embargo, este sistema electoral no satisfizo a los liberales burgueses ni a la nobleza húngara, que se negó a aceptar ninguna autoridad superior a la Dieta húngara. 
Por esta razón, el Diploma fue descartado y reemplazado por la Patente de febrero de 1861, que fue redactada por el ministro y presidente liberal Anton von Schmerling. Esto estableció un Consejo Imperial bicameral: la cámara alta era la Cámara de los Señores (en alemán: Herrenhaus), y la cámara baja era la Cámara de Diputados (en alemán: Abgeordnetenhaus) 

## Cámara de los Señores
La Cámara de los Señores se convocó por primera vez el 29 de abril de 1861. Era similar en forma a la actual Cámara de los Lores del Reino Unido. Se reunió en el Palacio Niederösterreich de Viena hasta que se terminó el Edificio del Parlamento en 1883. La Cámara de los Señores estaba compuesta por: 
- Archiduques de la Casa Imperial
- Lords espirituales - influyentes arzobispos y obispos de la Iglesia católica de varias ciudades, algunos en la Iglesia latina y otros en una de las Iglesias católicas orientales
- Pares hereditarios: seleccionados de ciertas familias entre la nobleza hereditaria de la tierra
- Compañeros de la vida: ciudadanos de Austria nombrados en la Casa de por vida por el Emperador, para servicios al estado, la iglesia, la ciencia o el arte.

La última reunión de la Cámara de los Señores se celebró el 30 de octubre de 1918. Se levantó la sesión en cinco minutos. La cámara de la Cámara de los Señores del edificio del Parlamento fue destruida por los bombardeos durante la Segunda Guerra Mundial. Fue reconstruido en un estilo contemporáneo, y sirve como la cámara del Consejo Nacional de la República de Austria, ahora democráticamente elegido.

## Cámara de Diputados

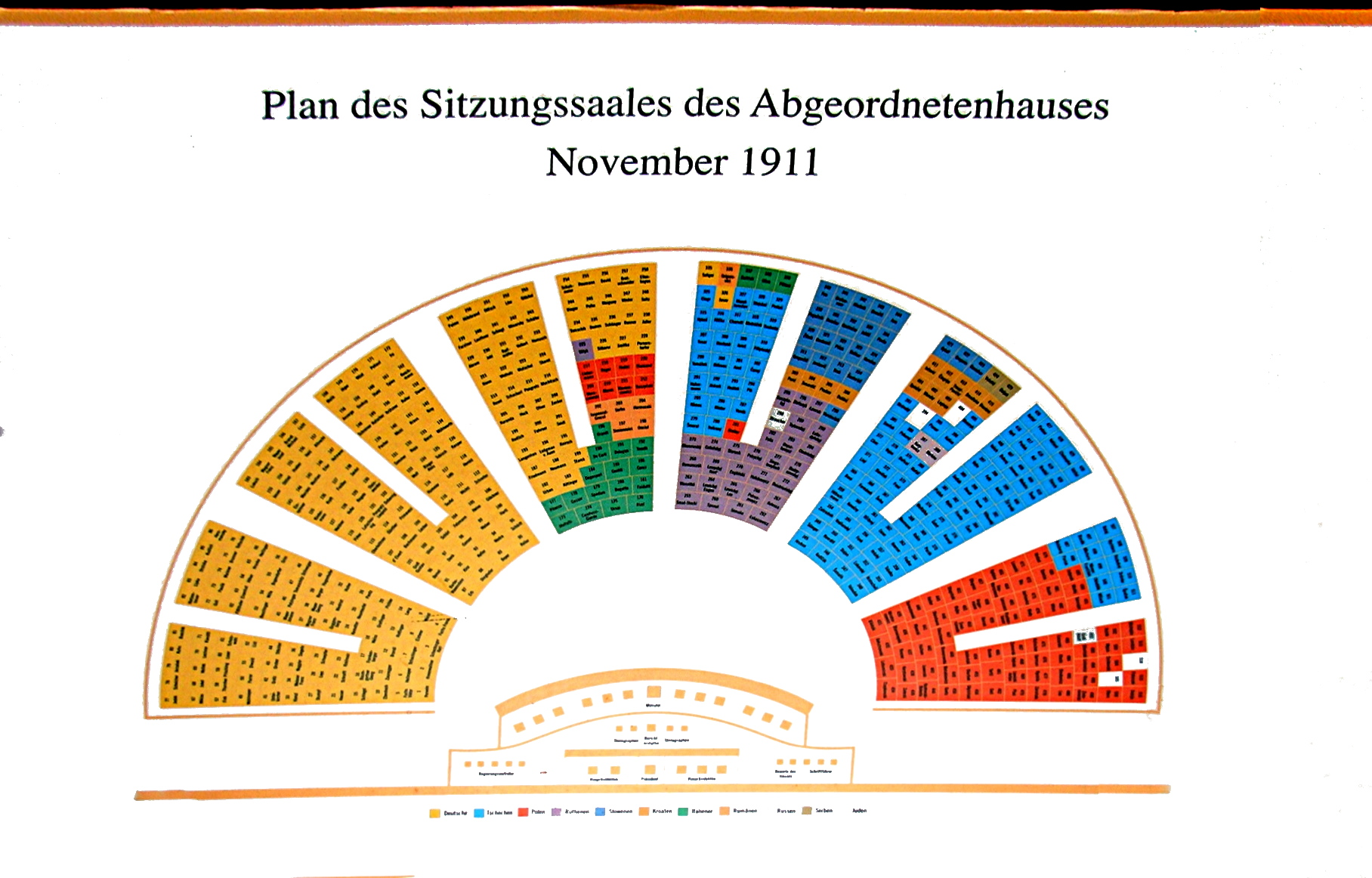
Asientos de la Cámara de Diputados del Consejo Imperial Austrohúngaro. Situación después de las elecciones legislativas cisleitianas de noviembre de 1911. Los asientos están marcados por nacionalidad.

Tras el establecimiento del Consejo Imperial por la Patente de febrero, las elecciones a la Cámara de Diputados se llevaron a cabo a través de un sistema de "curias". En este sistema, había 343 diputados elegidos por las dietas de las tierras de la corona. Las dietas mismas fueron elegidas por cuatro curias. Las curias eran esencialmente asambleas de ciertas clases sociales. Había una curia para la clase terrateniente, una curia para los pueblos y ciudades, una curia para las cámaras de comercio y una curia para las comunidades rurales. Cada curia elegiría un número selecto de diputados para las dietas, lo que a su vez elegiría diputados para el Consejo Imperial. Para ser parte de la curia de las ciudades y la curia de las comunidades rurales, un hombre tenía que pagar al menos diez florines en impuestos. Hungría rechazó este sistema, al igual que con el Diploma de octubre, y Hungría nunca envió delegados al Consejo. La Patente de febrero fue suspendida en 1865. 

Con el Compromiso austrohúngaro de 1867, Hungría ya no enviaría diputados al Consejo Imperial. En cambio, el Imperio se reorganizó en dos partes iguales: Cisleitania y Transleitania. Cisleitania consistía en la parte austríaca del Imperio, oficialmente "los Reinos y Tierras representados en el Consejo Imperial". Transleitania consistía en el Reino de Hungría y su subordinado, el Reino de Croacia-Eslavonia. En lugar de una dieta regional subordinada, a Hungría se le otorgó su propio parlamento, y esencialmente obtuvo el estatus de "estado soberano". El sistema de curia, sin embargo, se mantuvo en su lugar. En este punto, el Consejo tenía amplios poderes legislativos en todos los asuntos cisleitianos. El nombramiento y la destitución del gobierno de Cisleitania y el Ministro-Presidente seguían siendo el derecho del emperador. El Compromiso estableció el número de diputados que cada dieta envió al Consejo Imperial. Hubo 203 diputados en total:
- 54 desde el Reino de Bohemia
- 5 desde el Reino de Dalmacia
- 38 desde el Reino de Galitzia y Lodomeria
- 18 desde el Archiduque de  Baja Austria
- 10 desde el Archiduque de Alta Austria
- 3 desde el Ducado de Salzburgo
- 13 desde el Ducado de Estiria
- 5 desde el Ducado de Carintia
- 6 desde el Ducado de Carniola
- 5 desde el Ducado de Bucovina
- 22 desde el Margraviato de Moravia
- 6 desde el Ducado de Alta y Baja Silesia
- 10 desde el Condado principesco de Tirol
- 2 desde Vorarlberg
- 2 desde el Margraviato de Istria
- 2 desde el Condado principesco de Gorizia y Gradisca
- 2 desde la Ciudad Libre Imperial de Trieste

El siguiente gran cambio al Consejo Imperial se produjo en 1873. El número de diputados aumentó de 203 a 353. Los diputados ya no serían elegidos por las dietas de las tierras de la corona. En cambio, serían elegidos directamente a través del sistema de curia por períodos de seis años. La curia de los terratenientes eligió a 85 diputados, el de las cámaras de comercio 21, el de las ciudades 118 y el de las comunidades rurales 128. En general, solo el 6% de la población del Imperio podría votar en estas elecciones. Los requisitos de impuestos para ingresar a las curias permanecieron iguales, pero se redujeron a cinco florines en 1883.
El 10 de octubre de 1893, el ministro-presidente Eduardo Taaffe, 11.º Vizconde Taaffe presentó un proyecto de ley en la Cámara de Diputados que tenía la intención de abolir la cuarta curia e introducir el sufragio universal en la tercera curia para aquellos hombres por debajo del umbral de cinco florines. Esto se opuso fervientemente y no se aprobó. A pesar de esto, el número de diputados se incrementó a 425 el 14 de junio de 1896 a través de reformas del ministro presidente, el conde Kasimir Felix Badeni. Se agregó una quinta curia, que otorgaba sufragio universal a todos los hombres mayores de 24 años. Esta curia eligió a 72 diputados, alejando el equilibrio del poder de la nobleza. 

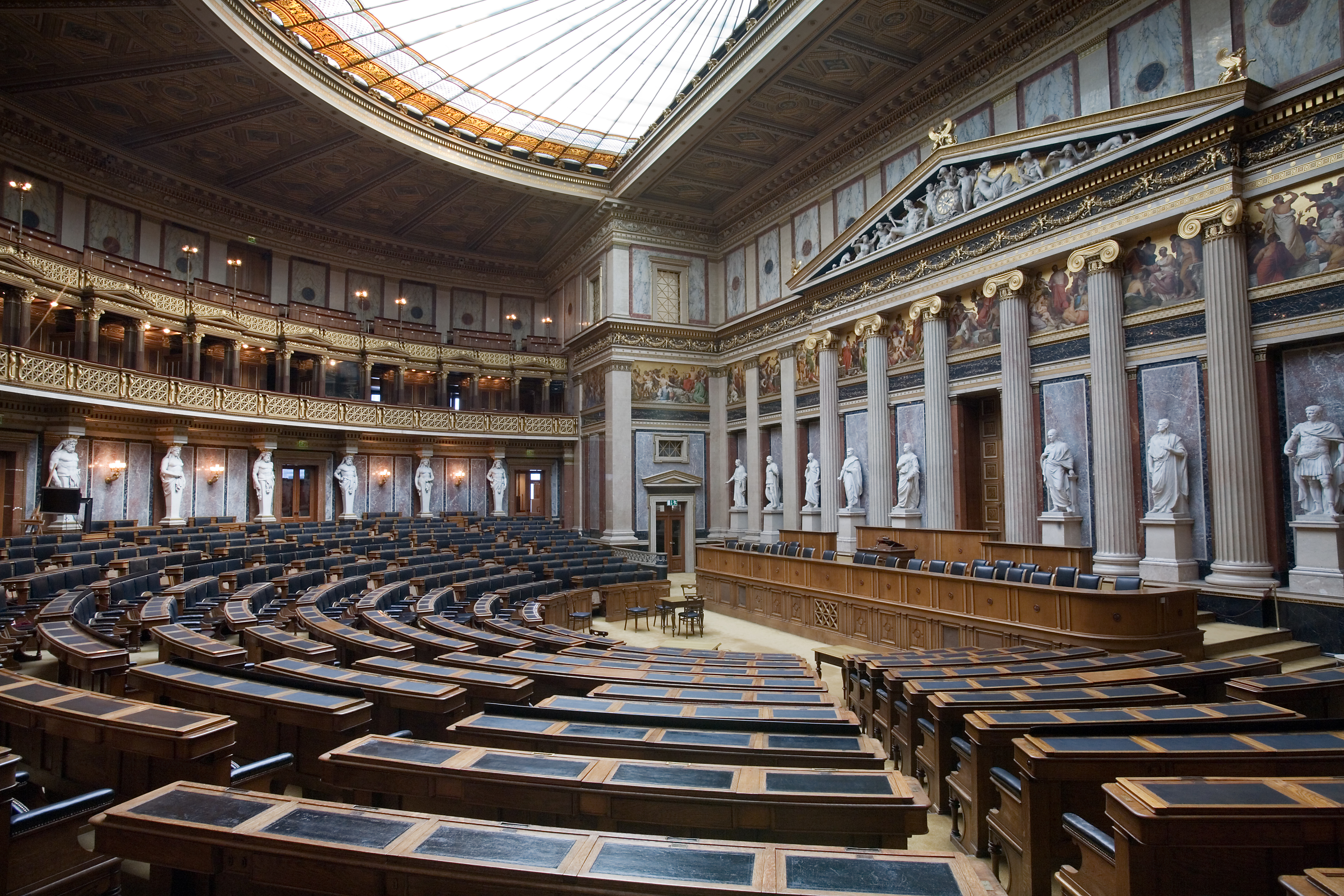
Cámara de debate de la Cámara de Diputados.

El ministro-presidente Paul Gautsch von Frankenthurn introdujo la reforma electoral final en la historia de la Cámara de Diputados en 1906, después de manifestaciones masivas del creciente Partido Socialdemócrata, y a pesar de la feroz oposición en la Cámara de los Lores. Se introdujo el sufragio universal para los hombres y se abolió el sistema de curia. El número de diputados se elevó a 516, y los asientos se asignaron una vez más en función de las tierras de la corona.
El sufragio universal permitió una mayor representación de los miembros de la clase trabajadora y disminuyó el poder de la burguesía de habla alemana. Si bien este fue un avance para la democracia, resultó en la división de la Cámara de Diputados en numerosas facciones basadas en la nacionalidad y la ideología, lo que la hizo disfuncional. A lo largo de su existencia, la efectividad del Consejo Imperial sufrió en gran medida los conflictos entre y dentro de las numerosas nacionalidades constituyentes del Imperio. Los gobiernos de Cisleitania tuvieron que depender de alianzas ad hoc sueltas, a menudo con el apoyo de los representantes polacos (Polenklub), y hubo hasta 29 ministros-presidentes entre 1867 y 1918. 
Las sesiones de la Cámara de Diputados procedieron de manera caótica, ya que los diputados no podían ponerse de acuerdo sobre un idioma de trabajo. Solo los discursos en alemán fueron tomados en el registro oficial. Después de que el ministro presidente, el conde Kasimir Felix Badeni, no pudo introducir una ordenanza lingüística en 1897, muchos delegados checos denunciaron la autoridad del Consejo y sabotearon reuniones con innumerables mociones de emergencia y filibusteros. Fueron ferozmente opuestos por los radicales alemanes y los pangermanistas, quienes buscaron la disolución de la monarquía y la anexión de todos sus territorios de habla alemana al Reich alemán. Estos conflictos culminaron en gritos y peleas, que hicieron de las galerías un lugar de entretenimiento popular para los ciudadanos vieneses, entre ellos el joven Adolf Hitler.

## Disolución
Desde la Crisis de julio de 1914, el Consejo Imperial fue suspendido. Permaneció así durante la Primera Guerra Mundial, hasta que finalmente se volvió a convocar en mayo de 1917. Se disolvió permanentemente el 12 de noviembre de 1918, un día después de la abdicación de facto del emperador Carlos.